# The Guardian (Île-du-Prince-Édouard)
Pour les articles homonymes, voir Guardian.

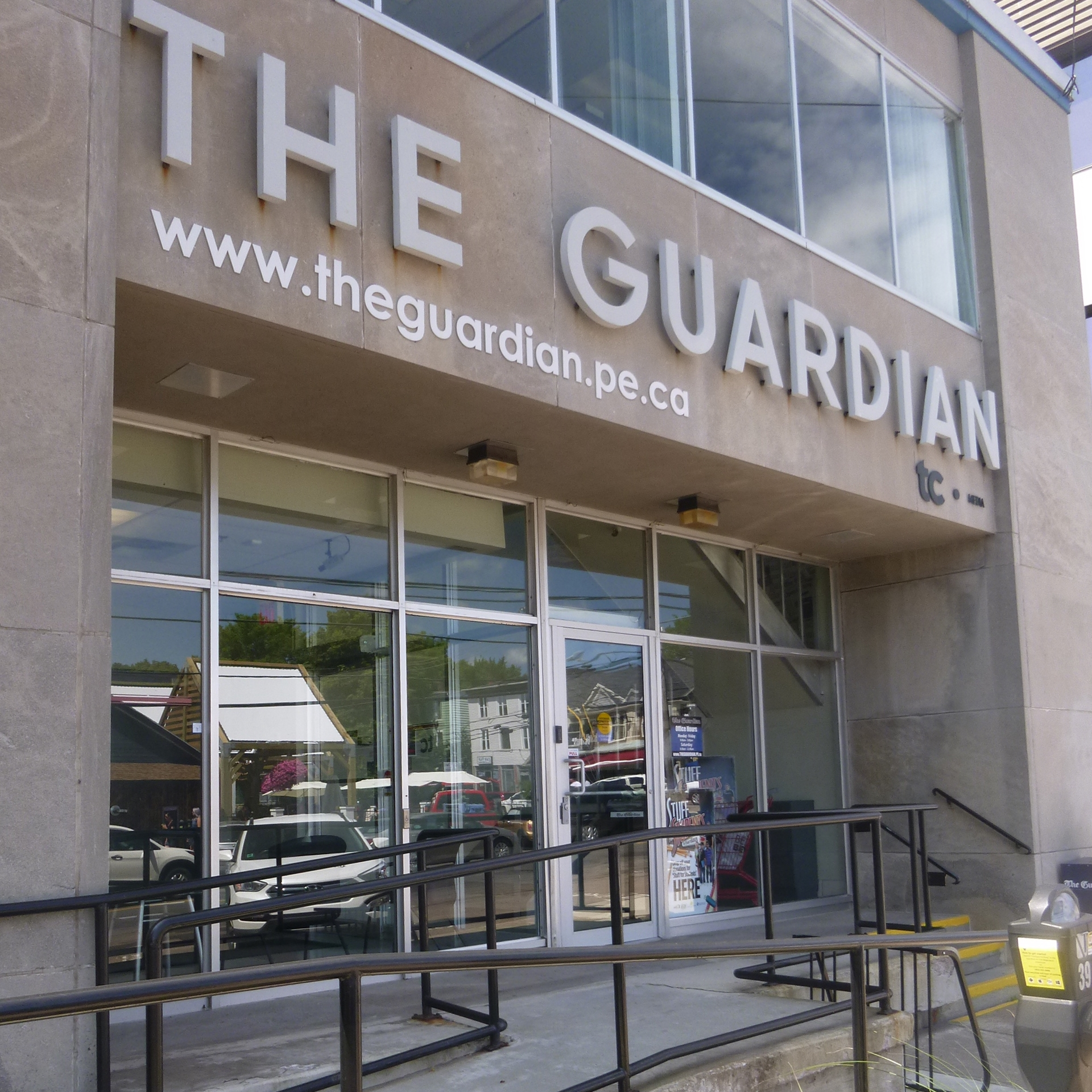
Bureaux du journal en 2016.

The Guardian est un journal quotidien publié six jours par semaine à Charlottetown, à l'Île-du-Prince-Édouard, au Canada.

## Histoire
Le journal est créé dans les années 1870 sous le nom de The Presbyterian and Evangelical Protestant Union (français : « L'Union protestante presbytérienne et évangélique », détenu par le ministre protestant Stephen G. Lawson. Son nom actuel est adopté en 1887.
Après avoir connu une succession de propriétaires locaux, le journal est vendu au groupe national The Thomson Corporation dans les années 1950. Southam Newspapers en fait l'acquisition de Thomson en 1996, avant d'être lui-même acheté par Canwest Global Communications en 2000. Canwest vendit le journal à Transcontinental en 2022. En avril 2017, il est vendu à SaltWire Network, la nouvelle société mère du The Chronicle Herald d'Halifax,,.
The Guardian avait une publication complémentaire nommée The Evening Patriot qui a été interrompue en 1995 en raison de changements d'efficacité par les éditeurs.
Alors que le slogan du Guardian pendant de nombreuses années a été Covers the Island like the dew (français : « Couvre l'île comme la rosée »), le journal est d'abord celui de Charlottetown, alors que le Journal Pioneer couvre Summerside à l'ouest et The Eastern Graphic couvre Montague à l'est. En 2010, le tirage quotidien en semaine était d'environ 18 000 exemplaires.
The Guardian est actuellement imprimé principalement dans la paroisse d'Halifax.